# Coleophora alphitonella
Coleophora alphitonella é uma espécie de mariposa do gênero Coleophora pertencente à família Coleophoridae.